# Le Roi des cons
Le Roi des cons és una pel·lícula francesa de Claude Confortès, estrenada el 1981.

## Sinopsi
Georges le Roi és un etern romàntic. Combina tant feines vom conquestes femenines. Un dia, Sophie Labranche fa sonar el timbre de la porta per obtenir una enquesta d'opinió. De seguida s'enamora d'ella. Seduïda per ell, tant com pel seu talent per endevinar els resultats de les enquestes, decideix contractar-lo a la seva agència ...

## Repartiment
- Francis Perrin: Georges Le Roi
- Marie-Christine Descouard: Sophie Labranche
- Isabelle Mejias: Suzanne
- Évelyne Buyle: Daisy
- Fanny Cottençon: Dona rossa a la terrassa de Trocadéro
- Patrick Font: Jean-Pierre Dubuisson, l'amic de Georges
- Sophie Agacinski: La psicoanalista
- Maurice Baquet: L'amo de l'hotel
- Jean-Paul Farré: Dr Bitoune, el sexòleg
- Roland Giraud: Inspector principal Boldec
- Luis Rego: L'home a la terrassa del Trocadero
- Claude Berri: L'agent de policia
- Eugène Ionesco: El farmacèutic
- Professeur Choron: El passatger du taxi
- Michel Seuphor
- Alexandre Trauner: Ancià amb gosset
- Michel Aumont: Le PDG
- Antoine Tudal
- Bernard Haller: Philippe, l'amo de la SOFROP
- Lisette Malidor: Sabine, la farmacèutica

## Comentaris
Trobem als crèdits moltes cares famoses en papers secundaris. A part dels actors (Luis Rego, Fanny Cottençon, Michel Aumont, Jean-Marc Thibault, Roland Giraud...), també n'hi ha cineastes (el director Claude Berri, el decorador Alexandre Trauner) així com diverses persones vinculades al setmanari satíric Charlie Hebdo (Patrick Font, Gébé, Georges Wolinski - autor del pòster -, el professeur Choron i la seva filla Michèle Bernier).